# Az lesz a győztes
Az Az lesz a győztes az Ossian együttes 2011-ben megjelent tizennyolcadik stúdióalbuma.

## Dalok
1. A Hajnal fényei (Intro – instrumentális)
2. Negyedszáz
3. Viharban létezett
4. Végsebesség
5. Az lesz a győztes
6. Üdvözlégy Rock and Roll
7. Démon-hajó
8. Tavaszi ébredés
9. Kettőből egy
10. Az Élet tengerénél
11. Értünk száll
12. Az Ördög hegedűse (Caprice 24)
13. Tüzet a tűzzel

## Zenekar
- Paksi Endre – ének
- Rubcsics Richárd – gitár
- Wéber Attila – gitár
- Erdélyi Krisztián – basszusgitár
- Hornyák Péter – dobok

## Külső hivatkozások
- Az Ossian együttes hivatalos honlapja